# 久嶋務
久嶋 務（くしま つとむ、1956年〈昭和31年〉1月17日 - ）は、日本の政治家。元京都府向日市長（3期）。

## 概要
京都府向日市生まれ。京都府立乙訓高等学校卒業。1978年、「第33回国民体育大会」国民体育大会冬季大会アイスホッケー競技会へ兵庫県代表選手として出場。同年、兵庫県立姫路工業大学（現 兵庫県立大学）金属材料工学科を卒業。金属系の専門商社に就職し、17年間勤務。
向日市議会議員選挙にて2期連続トップ当選（1995年、1999年）。
2003年4月、向日市長選挙に無所属で出馬し、初当選。2007年、再選。
2011年3月17日、向日市議会は、「石田川2号幹線築造工事事故で原因者追及の姿勢を後退させ、損害額全額約2億円を市民負担にした」として、久嶋に対する辞職勧告決議を可決した。久嶋はこれを無視し、同年4月24日に行われた市長選で3期目の当選を果たした。
京都府市長会会長、京都府後期高齢者医療広域連合長、全国青年市長会副会長、近畿市長会副会長歴任。